# مرغافيت (أرارات)
مدينة مرغافيت (بالأرمينية:Մրգավետ) (بالإنجليزية: Mrgavet)‏ هي إحدى المدن التابعة لمقاطعة أرارات في أرمينيا. يقدر عدد سكانها بـ 2406 نسمة حسب الإحصاء الذي جرى عام 2011.